# Brücke über den Oyapock
Die Brücke über den Oyapock (französisch Pont sur l’Oyapock, portugiesisch Ponte sobre o rio Oiapoque) ist eine Brücke über den Fluss Oyapock oder Oiapoque im Nordosten Südamerikas. Die 2011 fertiggestellte Brücke verbindet Französisch-Guayana mit Brasilien und ist seit der Eröffnung im März 2017 der erste offizielle Grenzübergang des französischen Übersee-Départements zu anderen Staaten auf dem Landweg.
Die Brücke befindet sich 1,6 Kilometer nordöstlich der Stadt Oiapoque im brasilianischen Bundesstaat Amapá und 4,4 Kilometer südwestlich von Saint-Georges-de-l'Oyapock in Französisch-Guayana. Es handelt sich um eine Schrägseilbrücke mit zwei Pylonen und einer Gesamtlänge von 378 Metern. Die wirtschaftliche Bedeutung der Brücke besteht vor allem in der Verbindung Französisch-Guayanas mit dem Seehafen von Santana nahe Macapá, der Hauptstadt von Amapá; dazu kommt die symbolische Bedeutung als Verbindung zwischen Europäischer Union und der südamerikanischen Wirtschaftsgemeinschaft Mercosur. Weiterhin schließt dieser Grenzübergang zwischen Brasilien und Frankreich eine der noch bestehenden Lücken auf der Straßenverbindung an der Nordostküste Südamerikas.

## Geschichte
1997 beschlossen die Präsidenten Brasiliens und Frankreichs, Fernando Henrique Cardoso und Jacques Chirac, auf Initiative des damaligen Gouverneurs von Amapá, João Capiberibe, den Bau der Brücke zwischen beiden Ländern; im selben Jahr wurde ein Kooperationsabkommen zwischen Französisch-Guayana und Amapá unterzeichnet. Erste Vorstudien zum Bau wurden Anfang 2000 begonnen. 2005 wurde bei einem Besuch Luiz Inácio Lula da Silvas in Frankreich das Projekt präsentiert und 2006 und 2007 von den Parlamenten Frankreichs und Brasiliens ratifiziert. Im April 2009 wurden die Arbeiten an das brasilianische Unternehmen EGESA-CMT vergeben, ein Konsortium des Ingenieurkonzerns Egesa Engenharia aus Belo Horizonte mit dem Consórcio Metropolitano de Transportes (für elektronisches Ticketing zuständige Tochtergesellschaft der vom Bundesstaat São Paulo kontrollierten Omnibus-Verkehrsgesellschaft Empresa Metropolitana de Transportes Urbanos de São Paulo). Im Juli 2009 begannen die Vorarbeiten, und im November die Arbeiten an der eigentlichen Brücke.
Parallel zum Bau der Brücke wurde die Zufahrtsstraße von Oiapoque nach Macapá, die Nationalstraße BR-156, asphaltiert und verbessert. Im März 2011 fehlte noch ein etwa 100 Kilometer langes Teilstück zwischen Calçoene und einem Punkt etwa 70 Kilometer südlich von Oiapoque, das sich in schlechtem Zustand befindet. Der Bruch einiger maroden und durch den Schwerlastverkehr überlasteten Brücken aus Holz hatte mehrmals zu einer kompletten Isolierung der Stadt Oiapoque geführt. So kam es nach der Zerstörung einer Brücke auf der BR-156 zwischen Macapá und Oiapoque im November 2010 und weiteren Zwischenfällen auch zu Problemen bei der Versorgung der Baustelle mit Material. Zudem kam es zu Uneinigkeiten über den genauen Verlauf der Grenze. Der Termin für die Fertigstellung, ursprünglich für Dezember 2010 vorgesehen, verzögerte sich daher.
Nach dem für April 2011 angekündigten und im November 2013 abgeschlossenen Abkommen zwischen Frankreich und Brasilien dürfen sich die Bürger der beiden grenznahen Städte Saint-Georges und Oiapoque ab der Einweihung der Brücke ohne Visum in der jeweils gegenüberliegenden Stadt aufhalten, solange sie keine Arbeit aufnehmen.
Im August 2011 waren die Arbeiten an der Brücke laut der Website der Entwicklungsbehörde Französisch-Guayanas abgeschlossen. Die Einweihung der Brücke verzögerte sich, da zunächst die Zufahrt auf der brasilianischen Seite noch fehlte und zollrechtliche Fragen ungeklärt waren. Nach weiteren Verzögerungen wurde im August 2012 die Arbeit an dieser Zufahrt wieder aufgenommen. Nach der Klärung von Visa- sowie Versicherungsfragen für brasilianische Autos wurde die Brücke am 18. März 2017 offiziell freigegeben.
Nach Ausbruch der COVID-19-Pandemie wurde die Brücke 2020 für die Öffentlichkeit gesperrt. Ab dem 18. Dezember 2021 war die Überquerung zunächst für geimpfte oder negativ getestete Personen wieder möglich.

## Bedeutung und Auswirkungen
Hauptgrund für den Bau der Brücke ist die bessere Anbindung Französisch-Guayanas an den Welthandel. Die Brücke verbindet Französisch-Guayana – und besonders den Weltraumbahnhof der ESA im in Küstennähe gelegenen Kourou als dessen bedeutendster Wirtschaftsfaktor – zum ersten Mal über eine durchgängige Straßenverbindung mit einem vollwertigen Seehafen in Santana bei Macapá in über 800 km Entfernung. In Französisch-Guayana selbst gibt es nur kleine Häfen, die nicht für große Transportmengen ausgelegt sind.
Weiterhin wird mit der Brücke eine Lücke in der nördlichen südamerikanischen Querverbindung an der Nordostküste zwischen Venezuela und Belém und damit dem durchgängigen Straßennetz Brasiliens geschlossen. Einige Lücken bestehen jedoch weiterhin, so existiert bisher keine Brücke über den Amazonas, weshalb zwischen Macapá und Belém eine mehrere hundert Kilometer lange Fährverbindung im Amazonasdelta genutzt werden muss. Weitere Lücken bestehen zwischen der Grenzstadt Saint-Laurent-du-Maroni und Suriname, wo es eine reguläre Linien-Fährverbindung gibt, sowie zwischen Guyana und Venezuela, dort ist bisher ein langer Umweg über den brasilianischen Bundesstaat Roraima erforderlich.
Oiapoque hat von der Brücke einen wirtschaftlichen Vorteil, da die Grenzstadt seit 2017 für Franzosen und internationale Reisende, die Geld vor Ort ausgeben, besser erreichbar ist.
Die verkehrliche Bedeutung ist für die brasilianische Seite hingegen geringer als für die französische. Schon vor der Eröffnung der Brücke herrschte ein reger informeller Grenzverkehr über den Fluss mit Motorbooten, den sogenannten catraias, deren Gebühr im Jahr 2021 maximal 20 Reais (rund 3 Euro) betrug.
Zwar ist die Überquerung der Brücke kostenlos, jedoch ist zur Einreise mit einem brasilianischen Kraftfahrzeug nach Französisch-Guayana der Abschluss einer EU-kompatiblen Autoversicherung nötig. Die Brücke kann auch zu Fuß überquert werden, jedoch dauert ein Fußmarsch zwischen den beiden Ortszentren von Oiapoque und Saint-Georges rund 90 Minuten, während die Überfahrt per Motorboot nur rund 10 Minuten benötigt.
Außerdem ist zur Nutzung der Brücke eine Grenzkontrolle obligatorisch, während Bootspassagiere nur sporadisch mit Kontrollen rechnen müssen. Auch während der COVID-19-Pandemie, als die Brücke gesperrt war, wurde der Betrieb der catraias eingeschränkt aufrechterhalten.
Als mögliche Probleme werden die Zunahme der Kinderprostitution und anderer Probleme der Grenzregion wie Schmuggel, Menschenhandel und illegaler Migration, befürchtet; weiterhin könnte die Stadt Oiapoque zum Durchgangsort werden und damit wirtschaftlich an Bedeutung verlieren.